# Antrobia culveri
Antrobia culveri é uma espécie de gastrópode  da família Hydrobiidae.
É endémica dos Estados Unidos da América. 